# Pokémon Crystal
Pokémon Crystal is een computerrollenspel ontwikkeld door Game Freak en uitgegeven door Nintendo voor de Game Boy Color in Japan in 2000 en internationaal in 2001. Het spel is een bijgewerkte versie van de vorige twee versies, Pokémon Gold en Silver, en is het laatste spel uit de tweede generatie van de Pokémonreeks. 
Het verhaal en de gameplay van Pokémon Crystal is grotendeels hetzelfde als in Gold en Silver, maar met nieuwe functies. Het is de eerste game die spelers toestaat om het geslacht van hun personage (in het Engels: character) te kiezen, terwijl eerder het personage altijd mannelijk is. Pokémon hebben geanimeerde sprites, bijvoorbeeld wanneer een Cyndaquil een gevecht aangaat, flikkeren de vlammen op zijn rug. Deze functie keerde terug in Emerald, Diamond, Pearl en Platinum. Daarnaast werden een paar verhaallijnen toegevoegd: een met de legendarische Pokémon Suicune, te zien op de voorkant van het spel, en de andere met betrekking tot de Unown. De grootste toevoeging van het spel is de Battle Tower, een nieuw gebouw, waarin de speler deelneemt in Pokémon Stadium-achtige gevechten. Een exclusieve functie van de Japanse versie van Crystal kan de speler linken met anderen door het gebruik van een mobiele telefoon.

## Verhaal
De speler krijgt de opdracht van Professor Elm om een boodschap te doen. Hij geeft de speler de keuze van het meenemen van een van de drie verschillende Pokémon, Chikorita, Cyndaquil of Totodile. De speler ontmoet Professor Oak uit Kanto tijdens een boodschap voor Elm. Oak, ervan overtuigd dat de speler zijn eigen Pokémon reis begon, geeft hem een Pokédex. Op de terugweg, wordt de speler aangevallen door een hatelijke en mysterieuze Pokémon trainer. Na zijn terugkeer naar New Bark Town, is de speler op de hoogte dat iemand heeft ingebroken in de lab van Professor Elm en een Pokémon heeft gestolen. De gestolen Pokémon is dezelfde Pokémon die de trainer van eerder in bezit heeft, en de trainer past in de beschrijving van de dief. Deze trainer zal de spelers rivaal worden voor het verloop van het spel. De rivaal kiest altijd de Pokémon waarvan de spelers starter Pokémon zwak tegen is.
Team Rocket is terug met een nieuwe houding, sinds de verdwijning van hun leider Giovanni, en probeert opnieuw de wereld over te nemen, te beginnen met de Johto regio. Ze beginnen met kleine dingen, maar bedenken steeds meer sluwe plannen, zoals een plan om gebruik te maken van radiofrequenties om de Pokémon kunstmatig te laten evolueren.
Gedurende het avontuur zal de speler een man tegenkomen genaamd Eusine, die hoopt dat hij de legendarische Pokémon Suicune kan vangen. Om het respect te verdienen van Suicune, zal Eusine de speler een keer uitdagen voor een gevecht.
Verder is het doel van het spel om de beste trainer te worden. Om dit te worden, moet je het level van de Pokémon verhogen, de Pokédex voltooien, de acht Gym Leaders in Johto te verslaan voor Gym Badges, en de Elite Four en de Kampioen verslaan, en vervolgens het verslaan van de acht Gym Leaders in Kanto. Ten slotte kan de speler het tegen Pokémontrainer Red opnemen op de hoogte van Mount Silver.